# Neocharitopus orientalis
Neocharitopus orientalis är en stekelart som först beskrevs av Agarwal 1965.  Neocharitopus orientalis ingår i släktet Neocharitopus och familjen sköldlussteklar. Inga underarter finns listade i Catalogue of Life.